# 明石朝鮮初級学校
明石朝鮮初級学校（あかしちょうせんしょきゅうがっこう、아까시조선초급학교）は兵庫県明石市にある朝鮮学校。主に神戸市西部・明石市から通う在日朝鮮人子弟に対する教育を行っている各種学校（非一条校）である。
学校法人兵庫朝鮮学園が運営する。

## 沿革
- 1946年 - 朝連初等学園として上津橋・八木に開校
- 1949年 - 朝鮮学校閉鎖令により一時閉鎖
- 1966年 - 現校名で開校
- 2011年4月1日 - 神戸朝鮮初中級学校に統合[1]

## 学科
- 初級部
- 幼稚班

## 所在地
- 〒673-0032 明石市立石1-5-12